# Зіні (футболіст)
Зіні (порт. Zini; нар. 3 липня 2002, Каценга) — ангольський футболіст, нападник грецького клубу «Левадіакос».
Виступав, зокрема, за клуб «Примейру де Агошту», а також національну збірну Анголи.
Чемпіон Греції. Володар Кубка Греції.

## Клубна кар'єра
Народився 3 липня 2002 року в місті Каценга. Вихованець футбольної школи клубу «Примейру де Агошту». Дорослу футбольну кар'єру розпочав 2021 року в основній команді того ж клубу, в якій провів один сезон, взявши участь у 31 матчі чемпіонату. Більшість часу, проведеного у складі «Примейру де Агошту», був основним гравцем атакувальної ланки команди. У складі «Примейру де Агошту» був одним з головних бомбардирів команди, маючи середню результативність на рівні 0,9 гола за гру першості.
Своєю грою за цю команду привернув увагу представників тренерського штабу клубу АЕК B, до складу якого приєднався 2023 року на правах оренди.
До складу клубу АЕК приєднався як повноцінний гравець команди 16 лютого 2023 року. В подальшому уклав контракт з клубом до 2028 року. Станом на 22 липня 2023 року відіграв за афінський клуб 14 матчів в національному чемпіонаті.
Влітку 2024 року на правах оренди перейшов до команди «Левадіакос». 9 грудня 2024, в переможній грі 4–2 проти афінської команди Каллітея зробив хет-трик.

## Виступи за збірні
У 2019 році дебютував у складі юнацької збірної Анголи (U-17), загалом на юнацькому рівні взяв участь у 4 іграх, відзначившись 2 забитими голами.
У 2021 році дебютував в офіційних матчах у складі національної збірної Анголи.
У складі збірної був учасником Кубка африканських націй 2023 року у Кот-д'Івуарі.

## Титули і досягнення
- Чемпіон Греції (1):

АЕК: 2022-2023
- Володар Кубка Греції (1):

АЕК: 2022-2023